# Baverter Bach
Der Baverter Bach ist ein Fließgewässer in der bergischen Großstadt Solingen. Er ist benannt nach der Hofschaft Bavert, durch die er fließt, und entwässert den Bereich Weyer in Richtung der Itter.

## Geographie

### Verlauf
Der Baverter Bach entspringt in einer Quelle in einer kleinen Talsenke zwischen Bavert und dem Baverter Hof, einem denkmalgeschützten, ehemaligen Bauernhof. Er nimmt nach wenigen Metern von rechts das Wasser aus dem Baverter Siefen auf und verläuft dann in westliche Richtung durch das kleine, bewaldete Baverter Bachtal. Die Baverter Straße unterquert er verrohrt, bevor er südlich der Hofschaft Garzenhaus wieder an die Oberfläche tritt. Nordöstlich des Gewerbe- und Industriegebietes Monhofer Feld, benannt nach dem ehemaligen Hofgut Monhof, verläuft der Baverter Bach in nordwestlicher Richtung und nimmt wenig später das Wasser aus dem Caspersbroicher Quellgraben auf, der von einem der Teiche des Schlosses Caspersbroich gespeist wird. In seinem Unterlauf mäandriert der Bach in einem natürlichen Bachbett und mündet schließlich südlich der auf Haaner Stadtgebiet gelegenen Bruchermühle linksseitig in die Itter.
Die Länge des Bachs wird mit 1,4 Kilometern angegeben. Geologisch entwässert der Bach einen der Höhenzüge der Ohligser Terrassenriedel, auf dem sich das Gebiet Weyer im Westen des Solinger Stadtteils Wald befindet.

### Zuflüsse
- Baverter Siefen (rechts), 0,1 km[9]

## Naturschutzgebiet
Das Baverter Bachtal westlich der Hofschaft Garzenhaus wurde 2005 als Teil des Naturschutzgebietes Mittleres Ittertal und Baverter Bachtal im Solinger Landschaftsplan erfasst. Es umfasst eine Fläche von etwa 28 Hektar.